# Yo te amo
Yo te amo es el vigésimo álbum de estudio del músico argentino Fito Páez, compuesto y grabado durante el año 2013. Contiene 11 canciones inéditas. 
Yo te amo fue producido por Fito Páez, Diego Olivero y Mariano López (ingeniero de grabación de Luis Alberto Spinetta, entre otros) y grabado y mezclado en los Estudios Unísono y masterizado en Masterdisc, NYC, por Scott Hull. Los músicos que grabaron el disco junto a Páez son: Diego Olivero en teclados, Mariano Otero en bajo, Gabriel Carámbula en guitarra eléctrica, Gastón Baremberg en batería y Juan Absatz y Carlos Vandera en coros. El arte gráfico estuvo a cargo de Alejandro Ros.
Los cortes de difusión del disco fueron «Yo te amo», «Margarita» (dedicada a su hija) y «La canción del soldado y Rosita Pazos». También se destacan las canciones «Ojalá que sea» escrita para su expareja, la periodista Julia Mengolini, «Sos más» para su hijo Martín y «La velocidad del tiempo», dedicada al músico Gustavo Cerati.
El álbum llegó al Disco de Oro. Páez además obtuvo la Antorchas de Plata y Oro y Gaviota de Oro en su presentación en el Festival de Viña del Mar 2014.

## Lista de temas
1. Yo Te Amo
2. Margarita
3. Perdón
4. Ojalá Que Sea
5. Por Donde Pasa el Amor
6. La Canción del Soldado y Rosita Pazos
7. Las Luces de la Ciudad
8. Tu Everest
9. Nadie Como Ella
10. Sos Más
11. La Velocidad del Tiempo

## Músicos
- Fito Páez: voz, piano, teclados, guitarra acústica
- Diego Olivero: sintetizadores, Hammond, piano, guitarras eléctrica y acústica y drum machine
- Mariano Otero: bajo, arreglo y dirección de metales
- Gabriel Carámbula: guitarra eléctrica y guitarra acústica
- Gastón Baremberg: batería y percusión
- Juan Absatz, Carlos Vandera: coros

- Datos: Q18285522